# 龔勝楨
龔勝楨，字克正，廣西梧州府容縣人，明朝政治人物、賜特用進士出身。
崇禎九年中舉人，崇禎十三年以殿試乙榜賜特用，十五年成進士，未謁選。